# 결혼 못하는 남자 (2009년 드라마)
《결혼 못하는 남자》는 2009년 6월 15일부터 2009년 8월 4일까지 KBS 2TV에서 방송된 월화드라마이다.
2006년 일본 후지 TV에서 방송된 동명의 드라마 《결혼 못하는 남자》(結婚できない男)를 리메이크했다.

## 기획의도
결혼에는 관심없는 마흔살 독신 조재희와 그의 주변인물과의 삶의 방식을 이해하며 사랑하는 이야기이다.

## 줄거리
극 중 조재희는 결혼에는 관심없는 까칠한 마흔살 독신이다. 그는 결혼과 육아는 가정의 불화와 스트레스만 가져올 뿐이라며 늘 주장하고, 혼자가 좋은 그는 잔소리만 해대는 가족과의 만남도 극도로 꺼려한다. 그러던 중 치질로 인해 자신의 매제가 운영하는 병원에 응급환자로 가게 되고 우연히 내과의인 장문정과 첫만남을 갖게된다. 문정과는 매번 티격태격하게 되지만 재희는 점점 문정에게 호감이 생기고 문정도 재희의 삶의 방식을 이해하려 한다.

## 등장 인물

### 주요 인물
- 지진희 : 조재희 역

건축사무소 소장. 까칠한 마흔살 노총각. 사회적인 명성은 뛰어나나 이성에 대한 관심은 없고 독신을 즐기며 산다.
- 엄정화 : 장문정 역

SD병원 내과의. 내년이면 마흔살 노처녀. 언젠가는 자신의 이상형이 떡하니 나타날거라 믿으며 살아간다.
- 김소은 : 정유진 역

재희의 옆집 이웃. 학자금 대출 빚에 허덕이는 20대의 슬픈 자화상
- 양정아 : 윤기란 역

조재희의 오피스 와이프. 재희와는 20년째 친구이며 늘 재희가 벌여놓은 문제들을 책임진다.
- 유아인 : 박현규 역

새내기 건축사. 동기들 모두가 꺼려하는 재희지만 재희의 스킬을 뽑아먹기 위해 왔다.

### 주변 인물
- 김병기 : 장봉수 역

문정의 아버지. 무슨 이유에선지 결혼을 미루려는 딸 때문에 늘 속상하다.
- 전양자 : 강혜자 역

재희의 어머니. 독신선언을 해버린 하나뿐인 아들 때문에 하루하루가 고역이다.
- 임호 : 박광남 역

재희의 오랜 친구이자 매제. 룸살롱을 다니며 여자를 너무 밝힌다.
- 배민희 : 조윤희 역

조재희의 여동생이자 박광남의 아내. 돈 많은 재력가 집안의 며느리로 입성한 성공한 케이스
- 유태웅 : 문석환 역

재희와는 대조되는 캐릭터로 능력보단 처세술의 건축가. 하루에도 몇번씩 여자가 바뀔 때가 있는 바람둥이다.
- 최윤영 : 수영 역

유진의 친구. 별명이 강남헌터녀 답게 이성을 보는 기준은 오직 돈이다.

### 그 외 인물
- 장정희 : 조영실 역
- 이달형 : 작업반장 역
- 서준영 : 김태열 역
- 김혜미 : 태영 역 - 문정네 간호사
- 단지 : 은희 역 - 문정네 간호사
- 김유빈 : 비디오 대여점 점원 역
- 성은채 : 편의점 점원 역
- 최선영 : 박예원 역 - 광남과 윤희의 딸
- 이경용
- 정석규 : 응급 요원 역
- 최명진
- 이진화
- 김상록
- 황은수 : 파티장의 여자 역
- 정지윤
- 허혜정
- 김미준
- 하효림
- 백영화
- 정경미
- 장문석 : 201호 아빠 역
- 권순동
- 김태영
- 최원태
- 김성준
- 최청자
- 배영각
- 손정림
- 이선영
- 이사랑
- 차상미
- 홍승범 : 남편 클라이언트 역
- 권영경 : 아내 클라이언트 역
- 국희 : 치과병원의 여자아이 역
- 정태호 : 최과병원의 남자아이 역
- 김유미
- 황범식
- 하대경
- 신용규
- 박수현
- 송경화
- 한채진
- 강해인 : 궁궐투어 가이드 역
- 하지우
- 조현철
- 신선희
- 이맑음
- 이경철
- 최진홍
- 신표 : 범죄남 역 - 유진의 스토커
- 조현진
- 정종렬 : 프로젝트 협력 건축사 역
- 이한빈
- 이연선
- 하은설 : 여고생 역
- 최승희
- 홍재성 : 인테리어업체 직원 역
- 박진성
- 김종호
- 지성근
- 심기환

### 특별 출연
- 김건모 : 맞선남 역 (1회, 8회)
- 이정섭 : 매튜 정 역 (1회)
- 정지순 : 강 부장 역 (4회)
- 송민형 : 유진의 아빠 역 (4회)
- 김정하 : 유진의 엄마 역 (4회)
- 윙크 : 초대 가수 역 (1회)
- 곽현화 : 매튜 정의 아내 역 (1회)
- 전혜빈 : 이화란 역 (3회, 6~8회)
- 최승경 : 강석균 역 (15회)

## 제작진
- 연출 : 김정규
- 극본 : 여지나
- 책임프로듀서 : 배경수
- 프로듀서 : 이강현
- 제작 : 윤신애, 안영민
- 촬영 : 엄태만, 최찬영 (10회~16회), 신성일 (7회~9회)
- 조명 : 박중기, 최기종 (7회~16회)
- 동시녹음 : 강성민
- 미술 : 양창선, 박용석
- 음악 : 윤희성
- 편집 : 이동현
- 조연출 : 김성윤, 이석영, 김소영

## 사운드 트랙

### 결혼 못하는 남자 OST
| #            | 제목                             | 작사                  | 작곡                  | 재생 시간 |
| ------------ | -------------------------------- | --------------------- | --------------------- | --------- |
| 1.           | 〈그녀에게 잘보이기〉 (W.Praise) | 김건우                | 김건우                | 3:17      |
| 2.           | 〈사랑할래〉 (별)                | 별                    | 김희원                | 3:23      |
| 3.           | 〈그대는 예뻐요〉 (신혜성)       | 메이비                | 김건우                | 3:36      |
| 4.           | 〈널 사랑하기가〉 (지진희)       | 메이비                | 김건우                | 3:52      |
| 5.           | 〈레시피〉 (엄정화)              | 신사동 호랭이, 최규성 | 신사동 호랭이, 최규성 | 3:07      |
| 6.           | 〈불꽃〉 (미리)                  | 메이비                | 김건우                | 3:40      |
| 7.           | 〈Oh3〉 (글라라)                 | 메이비                | 김건우                | 3:21      |
| 8.           | 〈Brunch〉                       |                       | 김지웅                | 4:08      |
| 9.           | 〈불꽃〉                         |                       | Ayane                 | 3:40      |
| 10.          | 〈Sunday〉                       |                       | 배영준                | 3:12      |
| 11.          | 〈입가에 맴돌던 얘기〉 (Mi:ne)   | 정성윤                | 정성윤                | 4:29      |
| 12.          | 〈그대는 예뻐요 (Inst.)〉        |                       | 김건우                | 3:36      |
| 총 재생 시간 | 총 재생 시간                     | 총 재생 시간          | 총 재생 시간          | 43:17     |

## 시청률
| 2009년      | 2009년      | 2009년                                        | 2009년         | 2009년       | 2009년         | 2009년       |
| 회차        | 방송일      | 부제                                          | TNmS 시청률    | TNmS 시청률  | AGB 시청률     | AGB 시청률   |
| 회차        | 방송일      | 부제                                          | 대한민국(전국) | 서울(수도권) | 대한민국(전국) | 서울(수도권) |
| ----------- | ----------- | --------------------------------------------- | -------------- | ------------ | -------------- | ------------ |
| 제1회       | 6월 15일    | 혼자가 좋다는 게 뭐가 어때서!                 | 8.2%           | 8.4%         | 6.5%           | 7.2%         |
| 제2회       | 6월 16일    | 독신의 특권                                   | 7.5%           | 8.7%         | 6.5%           | 7.7%         |
| 제3회       | 6월 22일    | 고독한 재테크                                 | 8.5%           | 8.2%         | 7.4%           | 8.3%         |
| 제4회       | 6월 23일    | 휴일을 혼자 보내는 게 뭐가 어때서!            | 8.8%           | 8.9%         | 8.7%           | 9.5%         |
| 제5회       | 6월 29일    | 집에 아무도 들이지 않겠다는 건                | 8.6%           | 8.4%         | 7.2%           | 8.7%         |
| 제6회       | 6월 30일    | 독신남녀의 가족 스트레스                      | 9.0%           | 9.3%         | 8.4%           | 9.1%         |
| 제7회       | 7월 6일     | 책임.. 그 무거움에 대하여.                    | 9.2%           | 9.1%         | 8.2%           | 8.5%         |
| 제8회       | 7월 7일     | 결혼이 싫다고 했지... 여자가 싫다고 했습니까? | 9.4%           | 9.2%         | 8.8%           | 8.8%         |
| 제9회       | 7월 13일    | 여자 마음을 모르겠어.                         | 9.2%           | 9.3%         | 9.0%           | 8.4%         |
| 제10회      | 7월 14일    | 누군가와 함께 여행 한다는 건?                 | 9.3%           | 9.4%         | 9.5%           | 9.0%         |
| 제11회      | 7월 20일    | 내 인생에 꼭 필요한 사람                      | 9.4%           | 9.5%         | 8.3%           | 8.3%         |
| 제12회      | 7월 21일    | 귀찮아도 괜찮아?                              | 8.0%           | 7.8%         | 7.8%           | 7.8%         |
| 제13회      | 7월 27일    | 사랑할 때 버려야 할 딱 한 가지                | 8.4%           | 8.2%         | 7.9%           | 8.4%         |
| 제14회      | 7월 28일    | 앞일은 아무도 모르잖아                        | 8.7%           | 8.5%         | 8.1%           | 8.4%         |
| 제15회      | 8월 3일     | 행복해도 되는 겁니까?                         | 8.4%           | 8.1%         | 7.6%           | 8.1%         |
| 제16회      | 8월 4일     | 결혼 안 하는 남자 ≒ 결혼 못 하는 남자         | 8.0%           | 7.7%         | 8.1%           | 9.2%         |
| 평균 시청률 | 평균 시청률 | 평균 시청률                                   | 8.7%           | 8.7%         | 8.0%           | 8.5%         |

## 같이 보기
- 《결혼 못하는 남자》 : 원작 드라마로 후지 TV가 제작하였다.

## 이모저모
- 엄정화는 영화 《싱글즈》에 이어 노처녀 역으로 재등장했으며[5] 해당 드라마와 똑같은 이야기(노처녀)를 다룬 드라마 《결혼하고 싶은 여자》, 《아직도 결혼하고 싶은 여자》의 캐스팅 제의를 받았지만 개인 사정으로 고사했다.
- 엄정화는 드라마 《환상의 커플》에서 조안나 역으로 낙점되었으나 9집 음반 활동, 영화 《Mr. 로빈 꼬시기》 촬영 스케줄 문제로 고사했으며[6] 지진희는 장철수 역으로 물망에 오른 바 있다.